# Rio Aguarico
O rio Aguarico (em espanhol: água rica) é um curso de água que banha o nordeste do Equador. Ele é o principal rio da província de Sucumbíos. Na parte final do seu curso define parte da fronteira Equador-Peru.
O rio Aguarico nasce ao sul de Tulcán, nos Andes, próximo à fronteira Colômbia-Equador, segue na direção leste-sudeste por aproximadamente 370 km até sua confluência com o rio Napo, em Pantoja. É navegável por pequenos barcos.
O protocolo do Rio de Janeiro de 1942 fixou o curso inferior do Aguarico como parte da fronteira Equador-Peru. Embora o Equador tenha denunciado unilateralmente o protocolo em 1960, um novo acordo foi assinado em 1998.